# Mompha trithalama
Mompha trithalama là một loài bướm đêm thuộc họ Momphidae. Nó là loài bản địa của Brasil, Peru và Trinidad, nhưng đã được du nhập vào Hawaii để kiểm soát Clidemia hirta.
The larvae on Melastomataceae species, bao gồm Clidemia hirta. Chúng ăn bên trong bông hoa và nhụy hoa. Khi hoa bị chúng ăn thì không thể thành hạt được.